# Emil Marriot

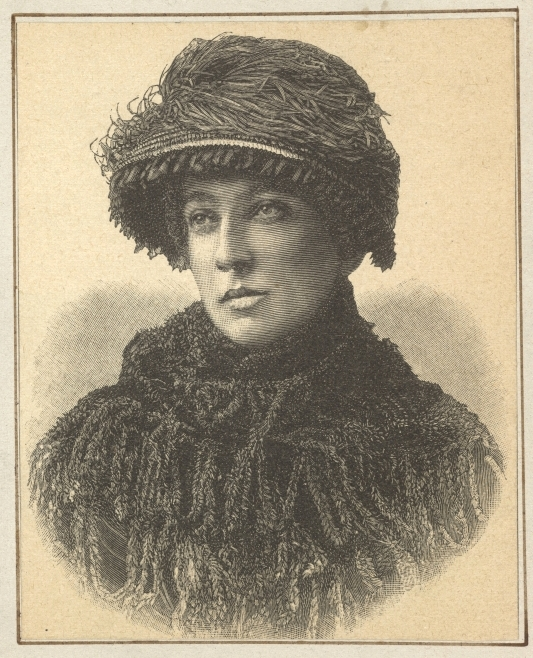
Emilie Mataja in jüngeren Jahren

Emilie Mataja

Emil Marriot, Pseudonym von Emilie Mataja, (* 20. November 1855 in Wien; † 5. Mai 1938 ebenda) war eine österreichische Schriftstellerin des Realismus.

## Leben
Emilie Mataja war die Tochter einer Wiener Kaufmannsfamilie. Sie war Schwester des österreichischen Volkswirtschaftlers und Sozialpolitikers Viktor Mataja und Halbschwester des späteren österreichischen Außenministers Heinrich Mataja.
Viele ihrer Erzählungen erschienen zuerst in österreichischen und deutschen Zeitschriften und Tageszeitungen, z. B. Wiener Allgemeine Zeitung, Neues Wiener Tagblatt und Die Zukunft. 1891 wurde Mataja Mitglied der Iduna; aber auch mit anderen Schriftstellern stand sie im regen Austausch: Karl Emil Franzos, Maximilian Harden, Paul Heyse, Leopold von Sacher-Masoch u. a. gehörten zu ihrem Bekanntenkreis.
Im Alter von 82 Jahren starb Emilie Mataja am 5. Mai 1938 in Wien und wurde in einem ehrenhalber gewidmeten Grab auf dem Wiener Zentralfriedhof (30E-2-23) beerdigt.
Matajas gesamtes literarisches Schaffen steht im Zeichen des Realismus und befasste sich dabei mit wichtigen sozialen Problemen ihrer Zeit. Sie hinterfragte in ihren Erzählungen und Romanen oft die bürgerliche Moral, setzte sich in der Frauenfrage ein und thematisierte auch immer wieder die christliche Religion.

Aus heutiger Sicht (2006) zeichnet sich Matajas Werk durch einen Kulturpessimismus aus, der die Schriftstellerin in die Nähe Arthur Schopenhauers bringt.
2009 wurde ihre Korrespondenz mit Julie Kalbeck, der Gattin des Musikschriftstellers und -kritikers Max Kalbeck, bestehend aus 68 Briefen und 76 Post- und Korrespondenzkarten aus dem Zeitraum 1882–1919, im Auktionshandel versteigert.

## Ehrungen
- Ehrendonation des Kuratoriums der Bauernfeld-Stiftung
- 1912 Ebner-Eschenbach-Preis

## Werke
- Die Familie Hartenberg. Roman aus dem Wiener Leben. Lehmann, Berlin 1883.
- Der geistliche Tod. Erzählung aus dem katholischen Priesterstande. Engel, Wien 1884 (Digitalisat). Neuausgabe Hofenberg, Berlin 2021, ISBN 978-3-7437-4196-6
- Mit der Tonsur. Geistlische Novellen. 2 Bände. Lehmann, Berlin 1887 (Digitalisat).
- Die Unzufriedenen. Roman aus bürgerlichen Kreisen. Freund & Jeckel, Berlin 1890.
- Moderne Menschen. Roman. Freund & Jeckel, Berlin 1893.
- Der Heirathsmarkt. Sittenbild in 3 Akten. Freund & Jeckel, Berlin 1895
- Seine Gottheit. Roman. Cotta, Stuttgart 1896.
- Junge Ehe. Roman. Freund & Jeckel, Berlin 1897.
- Grete's Glück. Schauspiel in 3 Akten. Freund & Jeckel, Berlin 1897.
- Thiergeschichten. Freund & Jeckel, Berlin 1899.
- Die Starken und die Schwachen. Freund & Jeckel, Berlin 1899 (Digitalisat).
- Fanny. Alltagsgeschichte. Wien, ohne Jahr, ca. 1900.
- Menschlichkeit. Drama in 4 Aufzügen. Grote, Berlin 1902.
- Anständige Frauen. Roman. Grote, Berlin 1906.
- Ein schwerer Verdacht. Novelle. Vertauschte Rollen. Dem Leben nacherzählt. Hillger, Berlin/Leipzig 1907.
- Sterne. Drei Erzählungen. Grote, Berlin 1908.
- Erstarrung. Novelle. Stilles Martyrium. Geschichte eines Mädchens. Hillger, Berlin/Leipzig 1909.
- Heinz Henning. Roman. Grote, Berlin 1911.
- Kinderschicksale. Novellen u. Skizzen. Grote, Berlin 1913.
- Mein Werdegang. In: Die Zukunft, Berlin, 6. Juni 1914, Jg. 22, Nr. 36, S. 309–320.
- Nordischer Winter. In: Hilfsaktion des Kriegsfürsorgeamtes „Kälteschutz“ (Hrsg.): Kälteschutz 1914–1915. Selbstverlag, Wien 1915, S. 7–9.
- Der abgesetzte Mann. Roman aus der Zeit vor dem Kriege. Grote, Berlin 1916.
- Auferstehung. Roman. Grote, Berlin 1916.
- Caritas. Roman. Grote, Berlin 1918.
- Das Sündengesetz. Roman. Weber, Heilbronn 1920.